# Niall Horan
Niall James Horan, född 13 september 1993 i Mullingar i Irland, är en irländsk sångare och låtskrivare. Han var en av medlemmarna i musikgruppen One Direction.  
År 2010 provsjöng Horan som soloartist för den brittiska sångtävlingen The X Factor. Efter att ha eliminerats som soloartister sattes Horan, Zayn Malik, Liam Payne, Harry Styles och Louis Tomlinson ihop till ett band, One Direction, som var verksamt fram till 2016. 
I september 2016 kungjordes det att Horan påbörjat en solokarriär genom att underteckna ett avtal med Capitol Records. Den 29 september släppte Horan sin debutsingel This Town. Horans senaste musiksläpp är låten Heaven (2023).

## Diskografi

### Solo
Album
- 2017 – Flicker(Deluxe)
- 2019 –  Flicker Featuring The RTÉ Concert Orchestra(Live)
- 2020 – Heartbreak Weather
- 2023 - The Show
- 2024 - The Show: Live On Tour

Singlar
- 2016 - “This Town”
- 2017 - “Slow Hands”
- 2017 - “Too Much To Ask”
- 2018 - “On The Loose”
- 2018 - “Finally Free (From “Smallfoot”)”
- 2019 - “Nice To Meet Ya”
- 2019 - “Put A Little Love On Me”
- 2020 - “No Judgement”
- 2020 - “Black And White”
- 2020 - “Moral Of The Story” (med Ashe)
- 2021 - “Our Song” (med Anne-Marie)
- 2023 - “Heaven”
- 2023 - “Meltdown”
- 2023 - “The Show” (med John Legend)
- 2023 - “You Could Start a Cult” (med Lizzy McAlpine)